# Mormia tenebrosa
Mormia tenebrosa är en tvåvingeart som först beskrevs av Satchell 1955.  Mormia tenebrosa ingår i släktet Mormia och familjen fjärilsmyggor.
Artens utbredningsområde är Kanarieöarna. Inga underarter finns listade i Catalogue of Life.